# 兵庫県道167号浜坂停車場線
兵庫県道167号浜坂停車場線（ひょうごけんどう167ごう はまさかていしゃじょうせん）は、兵庫県美方郡新温泉町を通る一般県道である。

## 概要
美方郡新温泉町浜坂から美方郡新温泉町三谷に至る。

### 路線データ
- 起点：美方郡新温泉町浜坂（JR西日本山陰本線 浜坂駅前、兵庫県道127号浜坂港浜坂停車場線終点）
- 終点：美方郡新温泉町三谷（田君踏切、国道178号交点、兵庫県道47号浜坂井土線起点）
- 総延長：1,104 m

## 歴史
- 2017年（平成29年）11月24日 - 国道178号の一部にあたる美方郡新温泉町浜坂・浜坂三角交差点 - 同町三谷・田君踏切間（272 m）が本路線との重複区間となる[1][2]。
- 2018年（平成30年）4月1日 - 山陰近畿自動車道浜坂道路に並行する国道178号旧道の国道指定が解除されたことに伴い、重複していた美方郡新温泉町浜坂・浜坂三角交差点 - 同町三谷・田君踏切間（272 m）が単独区間となる[2][3]。

## 路線状況

### 重複区間
- 兵庫県道127号浜坂港浜坂停車場線（美方郡新温泉町浜坂）

## 地理

### 通過する自治体
- 美方郡新温泉町

### 交差する道路
| 交差する道路                                 | 交差する場所 | 交差する場所    |
| -------------------------------------------- | ------------ | --------------- |
| 兵庫県道127号浜坂港浜坂停車場線 重複区間起点 | 浜坂         | 起点            |
| 兵庫県道127号浜坂港浜坂停車場線 重複区間終点 | 浜坂         |                 |
| 新温泉町道旭町福富線（旧国道178号）          | 浜坂         | 浜坂三角交差点  |
| 国道178号 兵庫県道47号浜坂井土線             | 三谷         | 田君踏切 / 終点 |

### 交差する鉄道
- 山陰本線（田君踏切）

### 沿線
- JR西日本山陰本線 浜坂駅